# Deepal G318
Deepal G318 (кит.: 深蓝G318) — позашляховик середнього розміру, вироблений Changan Automobile під брендом Deepal. Продажі G318 стартували в першому кварталі 2024 року.

## Огляд
У січні 2024 року Deepal представив свою третю модель у лінійці, цього разу далеко відступивши від агресивного та сучасного стилю моделей L07 та S07. G318 - це шосе, що з’єднує східне узбережжя Китаю з автономним регіоном Тибету .

Передню частину прикрашає повністю світлодіодне освітлення у формі літери «С», а також багажник на даху з додатковими світловими сегментами.  Масивні бампери плавно з'єднувалися з чорним пластиковим кожухом колісних арок, колеса були встановлені на товстопрофільні позашляхові шини, а задню частину увінчувала кришка багажника з винесеною назовні запаскою. Задні ліхтарі мають мінімалістичну форму. 

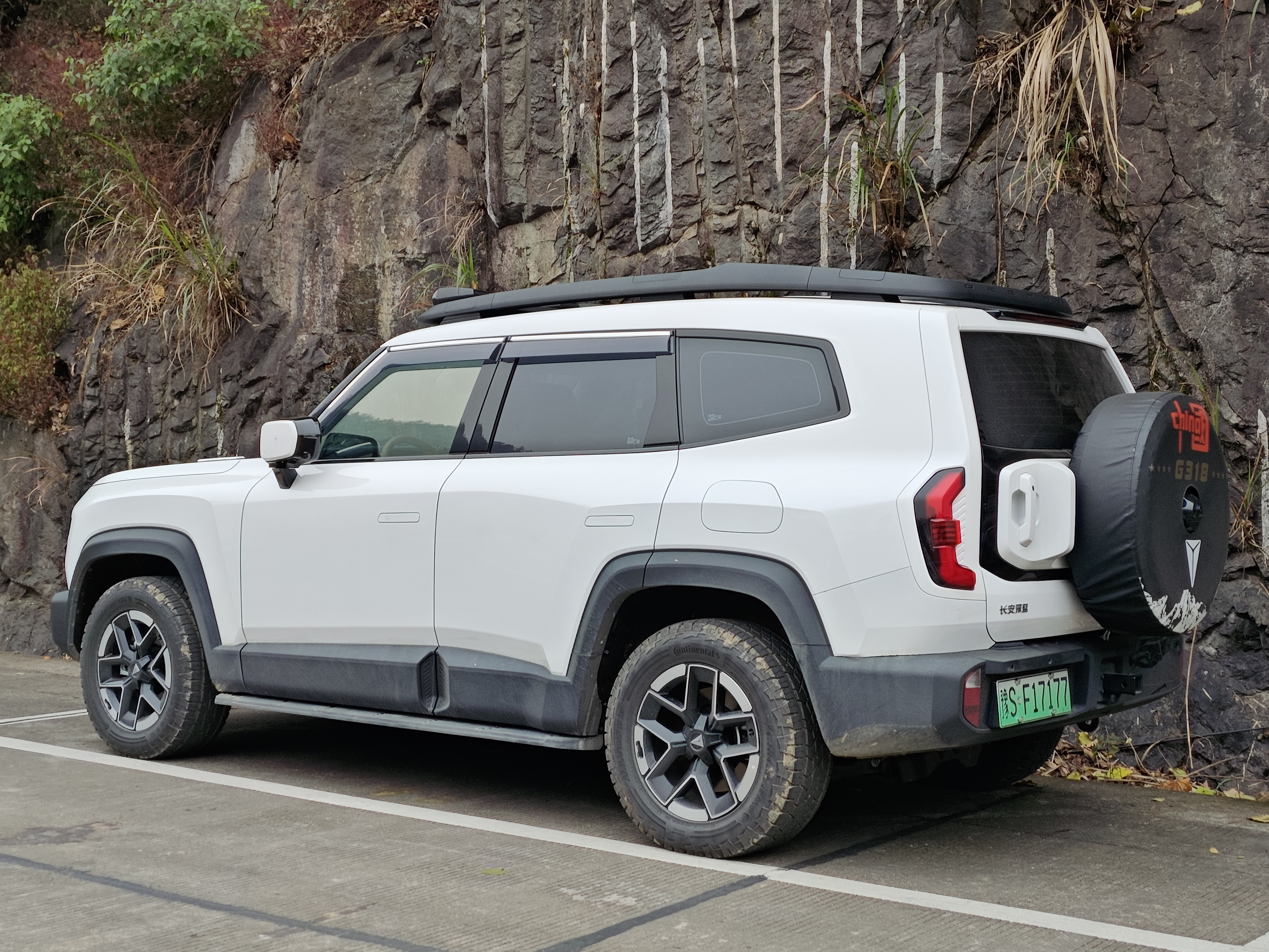
Задня частина
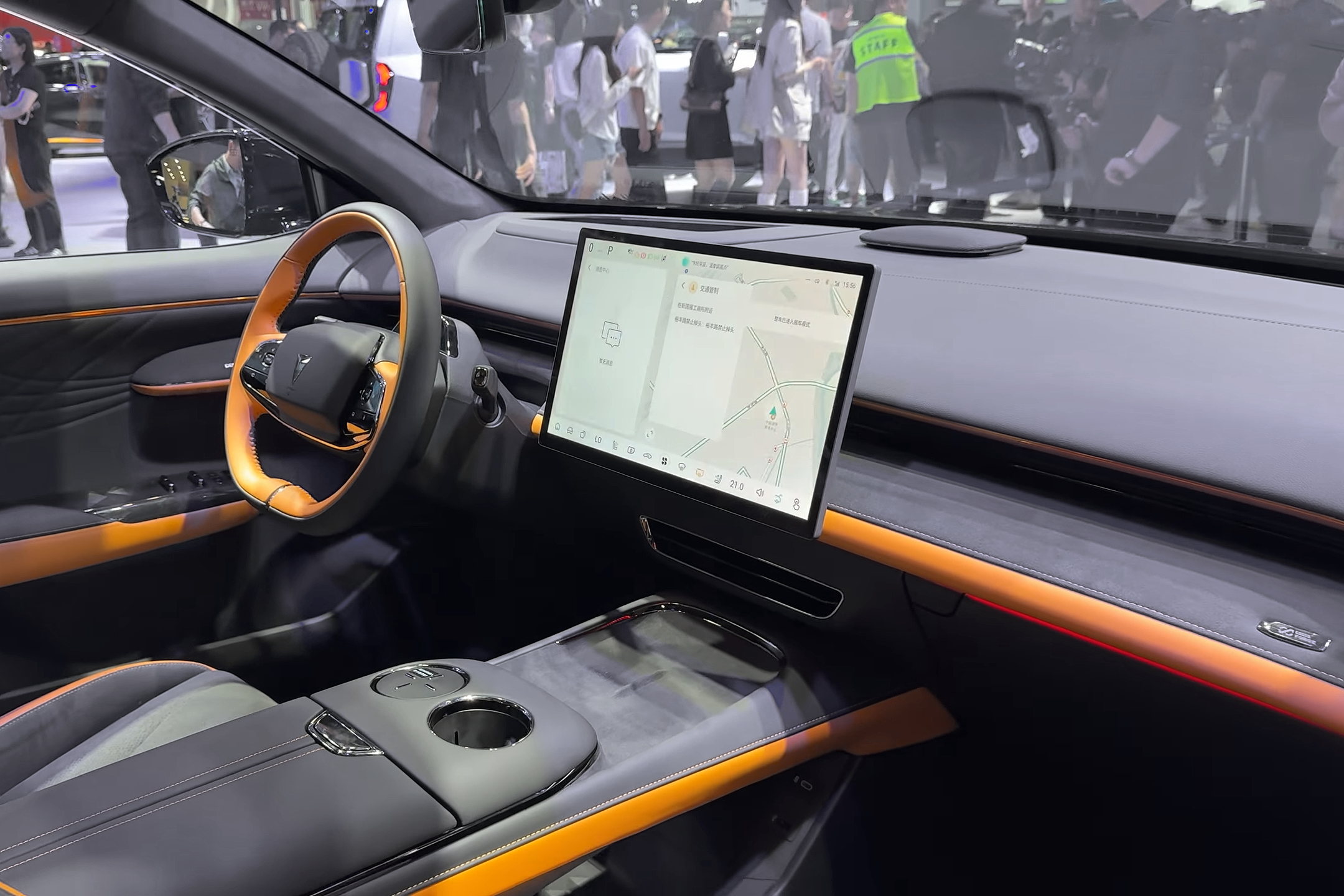
Інтер'єр

## Технічні характеристики
G318 оснащений 1,5-літровим бензиновим двигуном із турбонаддувом потужністю 148 к.с., який виконує функцію так званого розширювача діапазону, збільшуючи його в комбінованому циклі та не передаючи потужність безпосередньо на колеса. Це забезпечується електродвигуном , який у базовій версії розвиває потужність 248 к.с., а в топовій версії разом із додатковим двигуном розвиває потужність 424 к.с.  Є акумулятори ємністю 18,4 кВт*год і 35,1 кВт*год.